# Rhodopseudomonas palustris
Родопсеудомонас палустріс (Rhodopseudomonas palustris) — вид бактерій роду Родопсеудомонас (Rhodopseudomonas).

## Життєвий цикл
Бектерія здатна вдень окиснювати магнетит.

## Поширення та середовище існування
Живе у симбіозі з бактерією Geobacter sulfurreducens, що вночі поїдають розчинені у воді іони заліза та відновлюють їх, знижуючи ступінь окиснення +3 до +2, викидаючи отримані «відходи» у вигляді частинок магнетиту.

## Практичне використання
Через здатність вивільняти електрони вчені пропонують використовувати штами Geobacter sulfurreducens та Rhodopseudomonas palustris як «живі батарейки». Бактерії будуть окиснювати активну речовину і виробляти струм.
За словами Андреаса Капплера (Andreas Kappler) із Тюбінгенського університету (Німеччина), ці мікроби можна застосовувати у геохімічній промисловості для очищення води від важких металів.